# Емсделта
Емсделта (нід. Eemsdelta, нід. вимова: [ˈeːmzˌdɛltaː]) — муніципалітет у провінції Гронінген, Нідерланди. Утворений 1 січня 2021 року шляхом злиття колишніх муніципалітетів Аппінгедам, Делфзейл та Лопперсум.
Станом на 2020 рік на території муніципалітету проживало приблизно 46 тисяч осіб.

## Населені пункти муніципалітету
Міста
- Аппінгедам
- Делфзейл

Села
- Бірюм
- Боргсвер
- Вагенборген
- Вестервейтверд
- Вестеремден
- Вірдюм
- Волдендорп
- Гаррелсвер
- Гарстгейзен
- Гейзінге
- Годлінзе
- Голвірде
- Енюм
- 'т-Зандт
- Зейлдейк
- Зерейп
- Креверд
- Лерменс
- Лопперсюм
- Лосдорп
- Медгейзен
- Мідделстюм
- Остервейтверд
- Спейк
- Стартенгейзен
- Стедюм
- Термюнтен
- Термюнтерзейл
- Торнверд
- Фармсюм

Селища
- Амсвер
- Арверд
- Баамсум
- Біссюм
- Вейверд
- Вінневер
- Ейтвірде
- Опвірде
- Солверд
- Т'ямсвер